# Résolution 1335 du Conseil de sécurité des Nations unies
Membres permanents
- Chine
- États-Unis
- France
- Royaume-Uni
- Russie

Membres non permanents
- Bangladesh
- Colombie
- Irlande
- Jamaïque
- Mali
- Maurice
- Norvège
- Singapour
- Tunisie
- Ukraine

Résolution no 1334 Résolution no 1336
La résolution 1335 du Conseil de sécurité des Nations unies, adoptée à l'unanimité le 12 janvier 2001, après avoir rappelé les résolutions précédentes sur la Croatie, notamment les résolutions 779 (1992), 981 (1995), 1088 (1996), 1147 (1998), 1183 (1998), 1222 (1999), 1252 (1999), 1285 (2000), 1305 (2000) et 1307 (2000), a autorisé la Mission d'observation des Nations unies à Prevlaka (MONUP) à poursuivre la surveillance de la démilitarisation de la péninsule de Prevlaka en Croatie pendant six mois jusqu'au 15 juillet 2001. Il s'agissait de la première résolution du adoptée par le Conseil de sécurité en 2001.
Ce dernier s'est félicité de la situation généralement calme et stable dans la péninsule de Prevlaka, mais est resté préoccupé par les violations du régime de démilitarisation et les limitations de la liberté de mouvement des observateurs des Nations unies. Il s'est félicité de l'ouverture des points de passage entre la Croatie et le Monténégro, facilitant le trafic civil et commercial sans incidents de sécurité, ce qui représente une mesure de confiance importante entre les deux pays. L'absence de progrès vers un règlement de la question controversée de la péninsule de Prevlaka et d'un programme de déminage reste préoccupante. La résolution notait que la présence de la MONUP contribuait grandement à maintenir des conditions propices à un règlement du différend.
La Croatie et la république fédérale de Yougoslavie (Serbie et Monténégro) ont été invitées à mettre pleinement en œuvre un accord sur la normalisation de leurs relations, à cesser les violations du régime de démilitarisation, à réduire les tensions et à garantir la liberté de mouvement des observateurs des Nations unies. Les deux pays ont été invités à mettre en œuvre les mesures de confiance de la résolution 1252 et le secrétaire général Kofi Annan a été invité à faire rapport au Conseil avant le 15 avril 2001 sur les progrès réalisés sur ces questions. Les parties ont été invitées à rendre compte des progrès de leurs négociations bilatérales au moins deux fois par mois et à mettre en place un programme complet de déminage.
Enfin, la Force de stabilisation (SFOR, acronyme anglais pour Stabilisation Force), autorisée dans la résolution 1088 et prolongée par la résolution 1305, était tenue de coopérer avec la MONUP.

## Voir également
- Dislocation de la Yougoslavie
- Guerre de Croatie
- Guerres de Yougoslavie